# 赵尔丰
趙爾豐（1845年—1911年12月22日），字季和，祖籍辽宁辽阳（一说山东莱州），生于奉天鐵嶺（今辽宁省铁岭市），清漢軍正藍旗将领，曾镇压苗民、藏民起义。后调任四川，在保路运动中镇压保路运动人士，成为辛亥革命的一个诱因。辛亥革命時被革命黨尹昌衡斩首。
其父趙文穎為山东泰安知府。趙爾豐共有兄弟四人，排行第三。次兄为《清史稿》编纂者赵尔巽。

## 生平

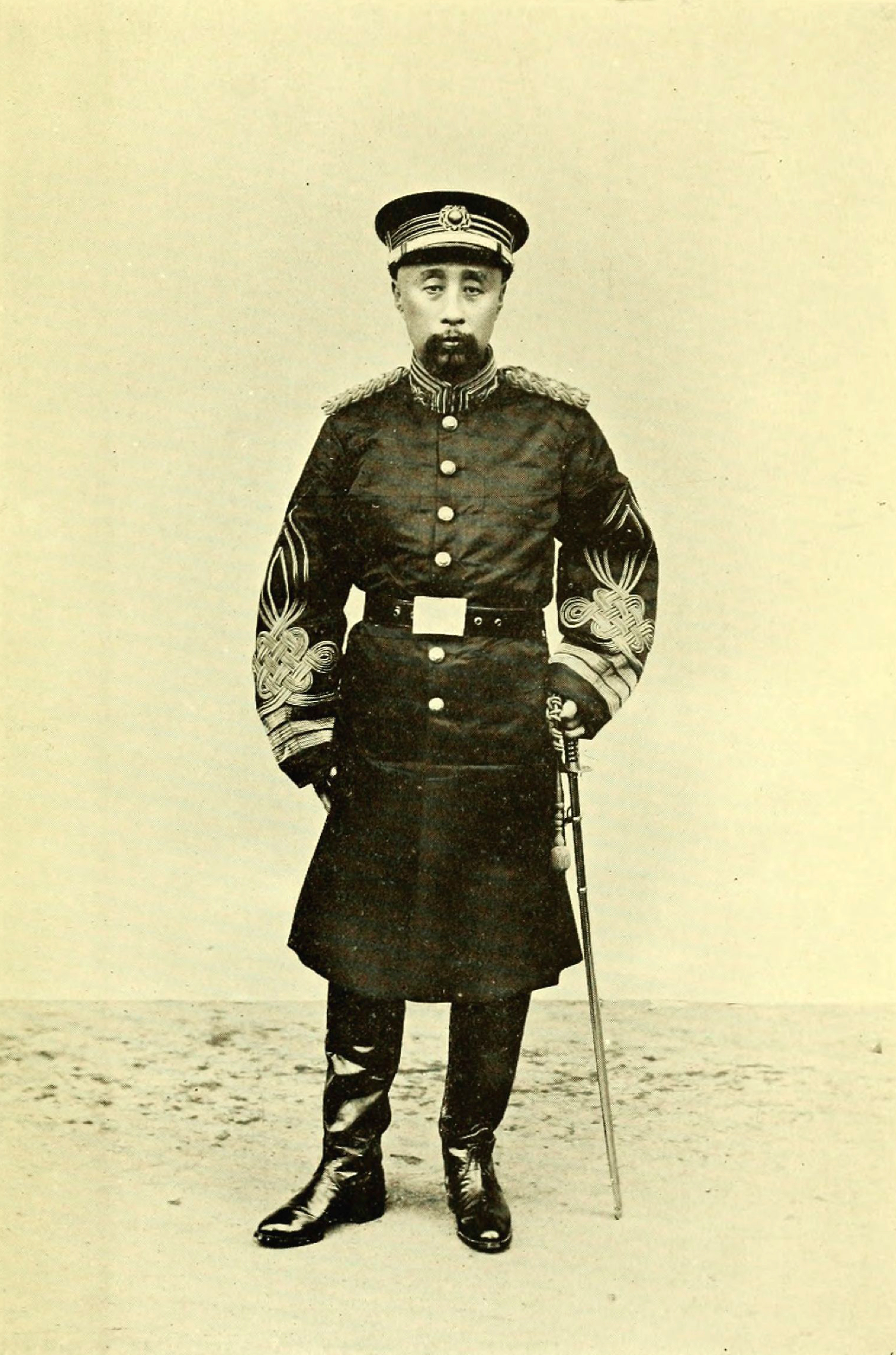
赵尔丰

赵尔丰最初在山西歷任靜樂、永濟知縣，后由時任四川總督的錫良推薦，出任永寧道道尹。1905年5月，時任清駐藏大臣的鳳全在巴塘遇害，趙氏被調任建昌道，並受命募兵，平定土司的反抗，這也是其參與和川邊藏區相關的事務的開始。當時，由於清政府和駐藏官員對藏區事務處理不力，致使原本反英的西藏高層統治者轉而成爲親英勢力，而得到英國支持的藏軍也經常在西康和川邊地方與清軍發生軍事衝突。根據這一情況，清政府制定了在川邊實行改革藏政和改土歸流的政策，意圖平定川邊局勢。赵尔丰“剿办巴塘七村沟，搜杀藏民达数百人，尸体抛入金沙江，而且将其中七个暴动首领，剜心沥血，以祭凤全”。紧邻乡城人准备支援巴塘，赵尔丰又围剿乡城，包括喇嘛與檀越的1,210人罹難。清兵将“乡城桑披寺、巴塘丁林寺焚毁，将寺内佛像铜器，改铸銅錢，经书抛弃厕内，佛绫罗彩衣，均成為军人的綁腿。惨杀无辜，不知凡几。以致四方逃窜者，流离颠沛、无家可归。”
趙氏平定康區土司的反抗。1906年8月22日，清廷置川滇邊務邊務大臣，派趙爾豐充任:36。並開始在康區進行改土歸流的政策。
1907年，錫良離任，趙氏一度代理四川總督一職。其呈上《川滇边务奏折》，提出在川滇藏边区组建西康省的完整方案。
1908年又升任駐藏大臣兼任川滇邊務大臣，在打箭爐駐兵，改設打箭爐為康定府后又設登科等府，加強清政府對康區的控制。1909年，趙氏挫敗進攻巴塘的藏軍，並乘勝入藏（川軍入藏），收復江卡、貢覺等四個部落地區，更越過丹達山向西，一直到達江達宗，此時距離拉薩只有六天的路程，達賴喇嘛逃往英屬印度。趙氏上書請求乘勝征服西藏全境，並建議在藏區推行革教易俗政策，由於擔心其舉措過激，為避免事端，清政府沒有允許。之後趙氏又攻佔了三岩。
1911年4月被朝廷任命为四川總督，到任前由王人文署理。因保路運動起，四川局勢动荡。8月2日，趙氏赶到成都，為穩定局勢，趙氏曾聯名地方各級官員請求清政府改變鐵路收歸國有的政策，但沒有得到允許。之後局勢升級，不但出現罷市、而且發生保路同志會會員衝擊總督府的事件，引發大規模流血衝突，稱爲辛亥保路死難事件，也稱成都血案，此事件引發全省乃至全國的騷動。后趙氏被認爲迫於政府命令在不得已的情況下進一步實施鎮壓，逮捕保路同志會領袖蒲殿俊等9人，導致同志會的成員和反對勢力圍攻成都，川軍不願意接受命令繼續鎮壓，清政府於是派湖北新軍入川平定動亂，導致武昌兵力空虛，因此該事件也被認爲是辛亥革命的導火綫，趙氏也因此事件被免去四川總督一職，留任邊務大臣。

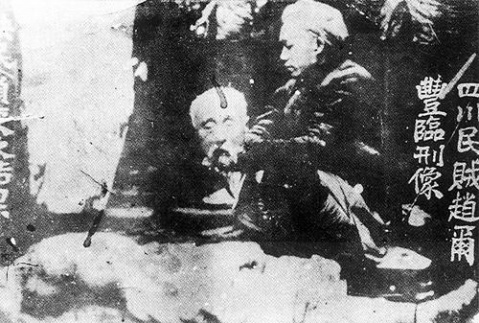
赵尔丰临刑，1911年摄

不久武昌起義爆發。11月22日和25日，成都召开四川官绅代表大会，宣佈脫離清朝，自行獨立，成立大漢四川軍政府，原咨议局议长蒲殿俊任軍政府都督，陆军第十七镇统制朱庆澜任副都督。趙氏隨即將政權移交蒲殿俊。後來發生兵变，蒲殿俊出逃，趙氏一度重新掌握政權，但隨后標統尹昌衡率兵進攻總督府，趙氏被擒，后被押至貢院明遠樓斬首，终年66岁。

## 评价
近代中國對趙氏的評價多有爭議，有人認為趙氏在歷任各地方行政長官過程中實行嚴厲和強硬的統治，比如在永寧地方鎮壓苗民起義，以及鎮壓保路運動，對平民進行了屠殺，民國與中国共产党官方對其評價極為負面，其中均稱趙氏是一個“屠夫”、“劊子手”或“殺人王”。
也有學者（如章士釗等）提出應該全面公允評價趙氏，在揭露其罪行的同時，應該注意到他在歷任地方長官過程中的確也對地方的治安穩定和民生發展起到了一定的正面影響，特別是在對川邊的事務處理方面有不可以磨滅的貢獻，据統計趙氏所收復的川邊土地東西約三千餘里，南北約四千餘里，趙氏在其中設立行政單位有三十餘個，這也成爲後來民國西康省設治的基礎。這也使得清末的西藏局勢沒有向更坏的方向發展，某种程度上維護了國家的統一。
1927年，章士釗創作詩卷《將軍歎》中，對趙爾豐的軍事才能及整治川邊的功績給予了肯定。“晚清知兵帥，岑袁最有名；豈如趙將軍，川邊揚英聲。”，“政變始辛亥，全川如沸羹；縱賊舞刀來，喪此天下英。”
尚秉和在其《辛壬春秋》一書中說：“爾豐自光緒三十一年以次，勘定康地，馳驅勞瘁，至是凡七年，共用款六十余萬，部撥經費尚餘三分之一，而西康全域皆定。爾豐之治康，以傅嵩謀。狎其人，並知其山川扼要形勝”。斷言：“自清以來，治邊者無有著功若此者”。
賀覺非在《西康紀事詩本事注》中的《趙爾豐經歷情況及其永世》注中也說：“爾豐之治邊也，先與兵威，……邊地既定，即從事各種建設。……但奠定西康政治之始基，宜為趙氏。……趙本人亦明敏廉潔，辦事公正。犯法者雖近親不稍恕，康人多信服之”。
錫良對趙爾豐極盡推重之詞：“忠勤純愨，果毅廉明，公爾忘私，血誠任事。”
趙爾豐曾在路途發現一家百姓無隔夜之糧，而地方官不知，即以嚴懲。“知縣是知一縣之事，即知人民事也。故勤政愛民者，因愛民而勤政。非勤政為一事也，愛民又為一事也。凡民有疾苦，而官不能知之，不能救之，是賊民者也。”

## 家人
- 高祖：趙洵，兄弟有趙淳、趙濂。
- 曾祖：寅宾。
- 祖：（赵）達綸，取满名，不冠以汉姓。其弟達祿。達綸堂亲有阿林 (乾隆进士)、（趙）珠敦、寅亮、寅羲、達誠、达瀛等。达瀛娶道光帝和妃亲侄女（父延昌），达瀛的兄弟和子女同贵族多有联姻。
- 父：（赵）文颖和堂弟(趙)文起是道光25年同科进士，文榮，同治戊辰进士。文起女婿正黄旗汉军衡州府知府曹裕慶，侄女曹氏嫁山東巡撫文彬之子进士延燮。
- 兄弟：趙爾震、趙爾巽、趙爾萃。
- 孙：赵守俨，中华书局原副总编辑。主持“二十四史”及《清史稿》的点校工作。
- 曾孙：赵珩，原北京燕山出版社总编辑、编审，作家。
- 同族赵氏：众多，列举几例姻亲如下。一赵氏，乃进士承齡（裕瑚鲁氏）之母，其父正蓝旗汉军趙寅亮，胞叔乾隆辛丑科進士阿林 (乾隆进士)，堂姊赵氏嫁正蓝旗满洲、嘉慶辛酉科進士他塔喇氏秀堃，胞姊赵氏嫁内务府正白旗汉军李氏舒辰，父内务府六库郎中兼骁骑参领恒林，嫡堂弟道光九年（1829年）己丑科进士舒貴。一赵氏，进士承齡（裕瑚鲁氏）之妻，父正蓝旗汉军趙達誠，祖父趙寅亮；承齡的妻、母均属正蓝旗汉军、清末東三省總督趙爾巽家族。一赵氏，父正蓝旗汉军赵达瀛，祖伯父乾隆辛丑科进士阿林 (乾隆进士)，曾祖乾隆癸酉科举人赵淳。赵氏，阿林 (乾隆进士)侄孫女，嫁山東巡撫文彬之子延照。一赵氏，阿林 (乾隆进士)孫女，嫁礼部尚书贵庆子吏部郎中宝源局监督浙江嘉興府知府瑞琇。一赵氏嫁杨佳氏鍾祥 (嘉慶進士)堂兄弟浙江嘉興府知府進士鍾裕。一赵氏嫁将军明誼。一赵氏，阿林 (乾隆进士)侄孫女，嫁徐桐之子徐承熊。一赵氏嫁英廉后代（冯氏）巴揚阿。一赵氏嫁總督柏貴。一赵氏嫁张氏保淳。一赵氏嫁李質穎曾孫、安齡侄進士(李氏)豐安。一赵氏嫁道光帝和妃侄子湖北按察使福珠隆阿。另有赵氏女子和宗室爱新觉罗氏联姻较多。

## 延伸阅读
[在维基数据编辑]
 《清史稿·卷469》，出自趙爾巽《清史稿》
 在维基共享资源阅览影像

### 引用
1. 1 2  . 新京报. 2011-07-14  [2014-01-28]. （原始内容存档于2014-03-07）.
2. ↑  “赵尔丰及其巴塘经营”《西藏研究》1989年第4期
3. ↑  李新總主編，中國社會科學院近代史研究所中華民國史研究室，韓信夫、姜克夫主編 (编). . 北京: 中華書局. 2011. ISBN 9787101079982.
4. ↑  四川省政协文史资料和学习委员会. . 天地出版社. 2015-05-10: 341. ISBN 978-7-5455-0519-1.
5. ↑  張永久. . 獨立作家－新銳文創. 2014-04-30: 295. ISBN 978-986-5716-08-0.
6. ↑  唯色. . 立場新聞. 2015-06-26  [2017-08-07]. （原始内容存档于2020-06-16）.
7. ↑  《奴才小史》：爾豐怒曰：「我不是趙爾豐，卻是張獻忠，若不開市，與我剿兩條街，則自然皆開市。」此趙屠之諡所由來也。